# 趙楷 (萬曆進士)
趙楷（1544年—？年），字憲吾，四川嘉定州犍為縣人，明朝政治人物。

## 生平
萬曆元年（1573年）癸酉科四川鄉試舉人。萬曆五年（1577年）丁丑科第三甲第十四名進士。授雲南府推官，十年八月考选貴州道試御史，出为楚雄府知府，升任按察司副使。三十五年正月考察去職。

## 家族
曾祖趙天祿，祖趙時，父趙正吉，前母周氏；母朱氏。